# 고창희
고창희(高昌熙, 아명(兒名)은 高昌凞, 1887년 8월 2일 ~ 1942년 1월 5일)는 대한제국 독립운동가이다. 본관은 횡성(橫城), 호(號)는 신암(新巖)이다.

## 생애

### 일생
평안도 평양 신양리 27번지에서 출생하였고 지난날 한때 평안도 자성에서 잠시 유아기를 보낸 적이 있으며 그 후 평안도 양덕에서 잠시 유년기를 보낸 적이 있는 그는 1893년에 평안도 평양으로 귀향하여 그 후 평안도 평양에서 성장하였으며 지난날 한때 1905년 2월 21일에서 1908년 2월 29일까지 대한제국 하급 관료(평안남도 양덕군 예하 군서기관) 직책을 지낸 적이 있고 1908년 2월 29일 대한제국 관료 직책 사퇴 후 1909년 기유각서 사건이 이루어지자 공성(恭城)이라는 승려 법명으로써 불교 승려로 출가하였으며 1916년 환속하였고 그 후에 1919년 정찬도(鄭燦道)·백기환(白基煥) 등과 함께 서간도 지역으로 건너가 대한독립임시군정부(大韓獨立臨時軍政府)로부터 사령서(辭令書)를 받고 귀국하여 군자금 모집에 종사하였다. 그 후 1920년 중국 유하현(柳河縣)의 서로군정서(西路軍政署) 총재 이상룡(李相龍)으로부터
군자금 모집 및 한인들의 항일 민족 관련 연대 의식을 고취시키라는 명령을 받고 귀국한 그는 이근수(李根洙)를 만나 다이너마이트를 입수하여 일본 관청 폭파와 친일 관리 처단을 논의한 후 동 계획을 실행하기 위해 비밀결사 모험청년단(冒險靑年團)을 조직하였다. 그리하여 1920년 5월 8일 정찬도 등 동지들과 함께 평양 죽전리(竹典里)의 부호 김남호(金南湖)로부터 군자금 모집을 시도하다가 5월 9일 붙잡혔다. 결국 1920년 10월 27일 평양지방법원에서 소위 제령(制令) 7호 및 강도, 총포화약류취체령 시행규칙 위반으로 징역 10년형을 선고받고 이에 불복하여 항소하였지만, 1919년 12월 16일 평양복심법원과 1921년 1월 29일 고등법원에서 각각 기각되어 형이 확정되었다. 결국 이에 따라 옥고를 치르던 그는 1921년 3월 독립만세시위 2주년을 맞이하여 옥중에서 대한 독립 만세를 고창하기도 하였다. 1930년 출감 후 1931년 1월, 한국독립당 전임위원 직위를 거쳐 1931년 8월, 한국독립당 전임위원 겸 전임고문 직위를 잠시 지낸 후 1932년 2월, 한국독립당 탈당을 하였다.

## 사후
대한민국 정부에서는 고인의 공훈을 기리고자 1995년 3월 1일을 기하여 건국훈장 애국장을 추서하였다.